# General Transit Feed Specification
General Transit Feed Specification (GTFS) — общедоступный формат описания расписаний движения общественного транспорта и сопутствующей географической информации, позволяющий использовать эти данные на картах, в планировщиках маршрутов и других подобных сервисах.
Инициатива создания подобного формата исходила от Бибианы Макхью, IT-менеджера Портлендского транспортного предприятия TriMet, которая направила предложения о сотрудничестве в MapQuest, Yahoo! и Google.
На предложение откликнулся только Google.
Был создан интерфейс отображения транспорта на Картах Google, ставший прообразом сервиса Google Transit Trip Planner (сейчас Google Transit), запущенного 7 декабря 2005 года.
Первый год TriMet был единственным поставщиком данных для сервиса, в 2006 году подключились ещё пять городов: Юджин, Гонолулу, Питтсбург, Сиэтл, Тампа.
Дальнейшая популяризация формата сделал его основным для публикации открытых данных перевозчиков. В связи с этим слово «Google» в его названии было заменено на «General» — «общий».